# (9816) von Matt
(9816) von Matt (2643 P-L) – planetoida z grupy pasa głównego asteroid okrążająca Słońce w ciągu 4,41 lat w średniej odległości 2,69 j.a. Odkryta 24 września 1960 roku.